# Schwertvers
Als Schwertvers (arabisch آية السيف, DMG āyat as-saif) bezeichnet man im klassischen islamischen Recht und in der klassischen Koranexegese einen Teil des Koranvers von Sure 9:5, der als juristische Begründung für den Dschihad herangezogen wurde. Der Schwertvers abrogiert (abrogieren ≈ aufheben) gemäß der klassischen juristischen Koranexegese alle anderen Koranverse über den Umgang mit Nichtmuslimen – eine heute von Muslimen allgemein kritisierte Methode und Sichtweise. Die Bezeichnung Schwertvers ist nicht koranisch und kommt auch nicht in den kanonischen Hadithsammlungen vor. Sie taucht aber relativ früh in der Koranexegese auf, vor allem in den Werken der Abrogationsliteratur.

## Der Text und die traditionelle Auslegung
Der Schwertvers ist nur ein Teil des fünften Verses der 9. Sure (Surat at-Tauba) des Korans. Die Sure beginnt mit den folgenden Versen:
1. Eine Aufkündigung (des bisherigen Rechtsverhältnisses und Friedenszustandes) vonseiten Gottes und seines Gesandten an diejenigen von den Heiden (d. h. von denen, die dem einen Gott andere Götter beigesellen), mit denen ihr eine bindende Abmachung eingegangen habt.
2. Zieht nun vier Monate (unbehelligt) im Land umher! Ihr müsst aber wissen, dass ihr euch dem Zugriff Gottes nicht werdet entziehen können, und dass Gott die Ungläubigen (früher oder später) zuschande machen wird –;
3. und eine Aussage vonseiten Gottes und seines Gesandten an die Leute (allesamt, veröffentlicht) am Tag der großen Wallfahrt, dass Gott und sein Gesandter der Heiden ledig sind (und ihnen für nichts mehr garantieren). – Wenn ihr euch nun bekehrt, ist das besser für euch. Wenn ihr euch aber abwendet, müsst ihr wissen, dass ihr euch dem Zugriff Gottes nicht werdet entziehen können. Und verkünde denen, die ungläubig sind, (dass sie dereinst) eine schmerzhafte Strafe (zu erwarten haben)! –
4. Ausgenommen diejenigen von den Heiden, mit denen ihr eine bindende Abmachung eingegangen seid, und die euch hierauf in nichts (von euren vertraglichen Rechten) haben zu kurz kommen lassen und niemanden gegen euch unterstützt haben.

Ihnen gegenüber müsst ihr die mit ihnen getroffene Abmachung vollständig einhalten, bis die ihnen zugestandene Frist abgelaufen ist. Gott liebt die, die (ihn) fürchten.
Darauf folgt der Schwertvers:

«فَإِذَا انسَلَخَ الْأَشْهُرُ الْحُرُمُ فَاقْتُلُوا الْمُشْرِكِينَ حَيْثُ وَجَدتُّمُوهُمْ وَخُذُوهُمْ وَاحْصُرُوهُمْ وَاقْعُدُوا لَهُمْ كُلَّ مَرْصَدٍ ۚ»

„fa-iḏā nsalaḫa l-ašhuru l-ḥurumu fa-qtulū l-mušrikīna ḥaiṯu waǧadtumūhum wa-ḫuḏūhum wa-ḥṣurūhum wa-qʿudū lahum kulla marṣadin“

„Und wenn nun die heiligen Monate abgelaufen sind, dann tötet die Heiden, wo (immer) ihr sie findet, greift sie, umzingelt sie und lauert ihnen überall auf!“

In der Fortsetzung heißt es dann:

«فَإِن تَابُوا وَأَقَامُوا الصَّلَاةَ وَءَاتَوُا الزَّكَاةَ فَخَلُّوا سَبِيلَهُمْ ۚ»

„fa-in tābū wa-aqāmū aṣ-ṣalāta wa-ātū z-zakāta fa-ḫallū sabīlahum“

„Wenn sie sich aber bekehren, das Gebet verrichten und die Almosensteuer geben, dann lasst sie ihres Weges ziehen!“

Bei at-Tabari, in einem der wichtigsten Korankommentare der klassischen islamischen Literatur, wird die zitierte Stelle in ihren einzelnen Satzteilen genau erläutert:
Und wenn nun die heiligen Monate abgelaufen sind, …:
Kommentar: für diejenigen, die keinen Vertrag (mit den Muslimen) haben, oder einen Vertrag haben, diesen aber durch ihre Feindschaft gegenüber dem Gesandten Gottes und seinen Gefährten verletzt haben, oder für diejenigen, die entweder einen befristeten oder unbefristeten Vertrag hatten…
dann tötet die Heiden, …:
Kommentar: Tötet sie „wo immer ihr sie findet“, d. h. wo ihr sie antrefft, im heiligen Bezirk oder im nicht heiligen Bezirk, in den heiligen oder nicht heiligen Monaten.
greift sie, …:
Kommentar: Nehmt sie gefangen.
umzingelt sie…:
Kommentar: Hindert sie daran, sich im Land des Islams frei zu bewegen und Mekka zu betreten.
und lauert ihnen überall auf.:
Kommentar: Lauert ihnen auf, um sie zu töten oder gefangen zu nehmen - überall, wo ihr seid, d. h. an jedem Wegrand und an jeder Beobachtungsstelle (…).
Wenn sie sich aber bekehren, …:
Kommentar: Wenn sie sich davon abwenden, was ihnen untersagt war, d. h. dem einzigen Gott andere beizugesellen (schirk) und die Prophetie seines Propheten Muhammed zu leugnen, und dafür zum Glauben an den einzigen Gott und zu seiner aufrichtigen Verehrung zurückkehren, ohne andere Gottheiten zu verehren.
das Gebet verrichten, …:
Kommentar: Sie verrichten das, was Gott ihnen als göttliche Verordnung des Gebets auferlegt hat, sie entrichten Almosensteuer, die Gott ihnen aus ihrem Vermögen zur Pflicht gemacht hat.

„dann lasst sie ihres Weges ziehen!“

Kommentar: Dann lasst sie sich frei in ihren Siedlungen bewegen und das Heiligtum betreten.
Der Hinweis auf die vier heiligen Monate der Friedenspflicht (Muharram, Radschab, Dhu l-qaʿda und Dhu l-Hiddscha) bedeutet zudem, dass die Kampfhandlungen danach wieder aufgenommen werden sollen. Die alternative Übersetzung zu wenn sie sich bekehren heißt nämlich: wenn sie reuevoll umkehren.
Als Voraussetzung für die Kampfeinstellung gilt die Annahme des Islams. Diese Auffassung erscheint in der auf den Medinenser Zaid ibn Aslam al-ʿAdawī († 753) zurückgeführten und vom ägyptischen Gelehrten ʿAbdallāh ibn Wahb in seiner Koranexegese überlieferten Auslegung des Schwertverses.

## Rolle in der Abrogationstheorie
Die Auffassung, dass der Schwertvers andere Verse, die zu einem friedlichen Umgang mit Nicht-Muslimen aufrufen, abrogiert habe, findet sich schon bei dem frühen Koranexegeten Qatāda ibn Diʿāma (gest. 736). Er zitiert zu dem Koranwort Sure 2:83 „Und sprecht freundlich zu den Leuten“ den Prophetengefährten ʿAbdallāh ibn ʿAbbās (gest. gegen 687) mit den Worten: „Das war am Anfang. Er (der Vers) ist durch den Schwertvers abrogiert worden.“ Nach Qatāda ibn Diʿāma wurde auch der Koranvers Sure 8:61 „Und wenn sie (d.h. die Feinde) sich dem Frieden zuneigen, dann neige (auch du) dich ihm zu (und lass vom Kampf ab)! Und vertrau auf Gott! Er ist der, der (alles) hört und weiß.“ durch den Schwertvers abrogiert. Jedoch ist die Aussage bezüglich der Abrogation dieses Verses schwach und wird von klassischen Kommentatoren wie Imam At-Tabari und Ibn Kathir kritisiert. So erklärt At-Tabari: „Was jene angeht, welche wiederholen, was Qatada und andere bezogen auf die Abrogation (der Verse) durch den Schwertvers gesagt haben: Es ist eine haltlose Aussage, welche beim Koran und der Sunna unbegründet ist […]“
Ibn Kathir schreibt: „Es gibt keinen Widerspruch, keine Abrogation oder Spezifikation [in diesem Vers]“.
Der ägyptische Gelehrte Abū Dschaʿfar an-Nahhās (gest. 949), Verfasser eines Werkes über die Abrogation von Koranversen, stellt in einem eigenen Kapitel mit dem Titel Erläuterung des Abrogierten im Koran durch den Schwertvers (Bayān al-mansūḫ fī l-Qurʾān bi-āyat as-saif) 113 Koranverse zusammen, die seiner Auffassung nach durch den „Schwertvers“ abrogiert worden sind.
Der in Bagdad wirkende Hibatallāh ibn Salāma (gest. 1019) vertritt in seinem Werk über die Abrogation die Auffassung, dass der Schwertvers insgesamt sogar 124 Koranverse abrogiert habe. So hat er seiner Auffassung nach zum Beispiel die Aufforderung an Mohammed zur Geduld (ṣabr) mit seinen sündigen und ungläubigen Landsleuten in Sure 76:24 aufgehoben. Auch die Aufforderung an Mohammed in Sure 4:81, sich von denjenigen, die ihm nicht gehorchten, bloß abzuwenden, sei durch den Schwertvers aufgehoben worden. Sogar eine andere Anweisung aus Sure 9, die in unmittelbarer Nachbarschaft zum Schwertvers steht, sei durch diesen abrogiert worden, nämlich: „Mit Ausnahme derjenigen, mit denen ihr bei der heiligen Kultstätte (al-masǧid al-ḥarām) einen Bund geschlossen habt. Was sie euch gegenüber eingehalten haben, das haltet auch ihnen gegenüber ein.“ Allerdings gibt Hibatallāh umgekehrt auch an, dass der zweite Teil des Schwertverses („Wenn sie sich aber bekehren, das Gebet verrichten und die Almosensteuer geben, dann laßt sie ihres Weges ziehen! Gott ist barmherzig und bereit zu vergeben“) dessen ersten Teil abrogiert habe.
Der hanbalitische Jurist und Theologe Ibn al-Dschauzī († 1200) behauptet, dass auch Sure 88, Vers 22 „und hast keine Gewalt über sie (so daß du sie etwa zum Glauben zwingen könntest“) durch den „Schwertvers“ abrogiert worden sei.
Der Rechtsgelehrte asch-Schaukānī (1760–1839), der zu den Vorläufern des islamischen Modernismus gezählt und von Raschīd Ridā als Mudschaddid unter den Gelehrten der Neuzeit gelobt wird, ist der Ansicht, dass die Schlussworte in Sure 10, Vers 108 „…und wenn einer irregeht, zu seinem eigenen Nachteil. Ich bin nicht euer Sachwalter“ durch den „Schwertvers“ abrogiert worden seien.

## Moderne Interpretationen
Die meisten muslimischen Autoren der Moderne sehen ausschließlich Kriege als legitim an, die der Verteidigung islamischer Staaten und der Freiheit der Muslime dienen, den Islam außerhalb dieser zu verkünden, sowie diejenigen zum Schutz von Muslimen unter nicht-islamischer Herrschaft. So beziehen sie den Schwertvers auf die Quraisch, die ihr Waffenstillstandsabkommen mit Mohammed gebrochen hatten, und interpretieren ihn somit – entgegen klassischer Korankommentare – nicht als Gebot zu einem allgemeinen Kampf gegen Andersgläubige. Die maßgeblichen Koranverse für die Beziehung von Muslimen mit Nicht-Muslimen seien solche wie zum Beispiel 8:61, die die frühen Koranexegeten als abrogiert ansahen.